# ناتان جونز (کشتی‌گیر)
ناتان جونز (به انگلیسی: Nathan Jones) (زادهٔ ۲۱ اوت ۱۹۶۹) بازیگر استرالیایی است. او همچنین سابقاً بین سال‌های ۲۰۰۲ تا ۲۰۰۳ یک کشتی‌کج‌کار برای دبلیودبلیوئی بود.
جونز اولین فیلم خود را در اولین ضربه (۱۹۹۶)، مقابل جکی چان انجام داد. جونز در فیلم مکس دیوانه: جاده خشم (۲۰۱۵) و پیش‌درآمد آن فیوریوسا: حماسه مکس دیوانه (۲۰۲۴) نقش ریکتوس ارکتوس را ایفا کرده است. او همچنین در فیلم‌هایی همچون تروآ (۲۰۰۴)، تام-یام-گونگ (۲۰۰۵)، بی‌باک (۲۰۰۶)، کونان بربر (فیلم ۲۰۱۱) (۲۰۱۱)، زمین(۲۰۱۵)، هابز و شاو (۲۰۱۹) و مورتال کامبت (۲۰۲۱) ظاهر شده است.